# Marrero
Marrero es un lugar designado por el censo ubicado en la parroquia de Jefferson en el estado estadounidense de Luisiana. En el Censo de 2010 tenía una población de 33141 habitantes y una densidad poblacional de 1.488,75 personas por km².

## Geografía
Marrero se encuentra ubicado en las coordenadas 29°53′10″N 90°6′48″O / 29.88611, -90.11333. Según la Oficina del Censo de los Estados Unidos, Marrero tiene una superficie total de 22.26 km², de la cual 20.56 km² corresponden a tierra firme y (7.66%) 1.7 km² es agua.

## Demografía
Según el censo de 2010, había 33141 personas residiendo en Marrero. La densidad de población era de 1.488,75 hab./km². De los 33141 habitantes, Marrero estaba compuesto por el 42.06% blancos, el 49.19% eran afroamericanos, el 0.69% eran amerindios, el 4.69% eran asiáticos, el 0.02% eran isleños del Pacífico, el 1.71% eran de otras razas y el 1.64% pertenecían a dos o más razas. Del total de la población el 5.36% eran hispanos o latinos de cualquier raza.

## Educación
Las Escuelas Públicas de la Parroquia de Jefferson gestiona escuelas públicas.